# 宇都宮市立上河内中学校
宇都宮市立上河内中学校（うつのみやしりつ かみかわち ちゅうがっこう）とは、栃木県宇都宮市中里町にある公立の中学校である。上河内村が従来の2校を統合して1965年に開設し、2007年3月市町合併により現校名となった。校是は、よく学び よく鍛えよ。

## 校舎
1965年の開校当時は、現在地の統合校舎の建設が完了していなかったため、従来の2校の校舎を継続して使用していた。1967年1月に新校舎へ移転後、小倉校舎は4月より上河内東小学校校舎として、鶴が峯校舎は上河内村立西小学校としてそれぞれ活用された。
上河内中学校として発足時は生徒数が817名であったが、年々減少し15年後の1980年度（昭和56年）には299名となった。
その後、1988年（昭和63年）9月から1992年2月にかけて校舎改修工事を実施した。

## 沿革
出典
羽黒中学校
- 1947年（昭和22年）4月 - 羽黒村立羽黒中学校として、中里小学校の6教室を創立開校[11]
- 1953年（昭和28年）1月 - 鶴が峯に校舎を新築落成[11]
- 1955年（昭和30年）4月 - 二村合併により上河内村立鶴が峯中学校に校名変更[11]
- 1958年（昭和33年）4月 - 宇都宮農業高等学校上河内分校が使用していた羽黒地区公民館の移管を受け3号館教室とする[11]
- 1961年（昭和36年）4月 - 3号館を移転改造[11]
- 1963年（昭和38年）12月 - ミルク給食開始[11]

小倉中学校
- 1947年（昭和22年）4月1日 - 絹島村立絹島中学校が絹島小学校の教室を借用して創立[12]
- 1952年（昭和27年）10月 - 大字下小倉1302に校舎を新築し移転[12]
- 1955年（昭和30年）4月 - 二村合併により上河内村立小倉中学校に校名変更[12]
- 1964年（昭和39年）1月 - ミルク給食開始[12]

上河内中学校
- 1964年（昭和39年）10月 - 村議会において両中学校を統合し上河内中学校創設を議決[13]
- 1965年（昭和40年）
  - 4月1日 - 鶴が峯中学校および小倉中学校を統合し、上河内村立上河内中学校として発足[5]
  - 10月1日 - 校庭運動場完成
- 1966（昭和41年）
  - 3月2日 - 校歌制定（作詞小川実、作曲中田喜直）
  - 3月31日 - 新校舎第1期工事竣工
  - 8月31日 - 新校舎第2期工事竣工
- 1967年（昭和42年）
  - 1月9日 -  鶴が峯校舎・小倉校舎を閉鎖し、上河内中学校として現在地の新校舎に移転し授業開始[5]。
  - 1月31日 - 新校舎第3期工事竣工
  - 2月10日 - 開校式挙行、この日を開校記念日と決定
  - 2月11日 - 新校舎落成式挙行
- 1968年（昭和43年）6月 - 週6日制の完全給食開始[13]
- 1969年（昭和44年）3月30日 - 体育館兼講堂竣工
- 1971年（昭和47年）7月31日 - プールが竣工し学校設備が整った[5]
- 1976年（昭和51）6月16日 -  全国中学校サッカー大会第3位
- 1977年（昭和52年）2月10日 - 校旗樹立式
- 1988年（昭和63年）9月 - 校舎改修工事開始（1992年（平成4年）2月工事完了）[9]
- 1991年（平成3年）4月 - ALT派遣開始[14]
- 1994年（平成6年）7月1日 - 上河内村の町制施行[15]により上河内町立上河内中学校に校名変更
- 2007年（平成19年）3月31日 - 上河内町が宇都宮市に編入合併[16]したことにより宇都宮市立上河内中学校に校名変更

## 部活動
2019年度現在。水泳・スピードスケートなど、運動部として設立されていなくとも、生徒が希望すれば大会に出場することができる種目がある。
| 運動部 - サッカー部 - ソフトテニス部（女子） - 卓球部（男子・女子） - バスケットボール部（男子） - バレーボール部（男子・女子） - 野球部 | 文化部 - 吹奏楽部 - 美術部 |

## 進学前小学校と通学区域
出典
- 宇都宮市立上河内中央小学校学区
  - 上田町、金田町の一部、中里町の一部、松田新田町、免の内町の一部
- 宇都宮市立上河内西小学校学区
  - 今里町、金田町の一部、関白町、松風台、高松町、中里町の一部、冬室町、宮山田町、免の内町の一部
- 宇都宮市立上河内東小学校学区
  - 芦沼町、上小倉町、下小倉町

## 交通
- JR東日本宇都宮線氏家駅西口から上河内地域バスで「市民センター玄関前」バス停下車すぐ